# Michael P. Kube-McDowell

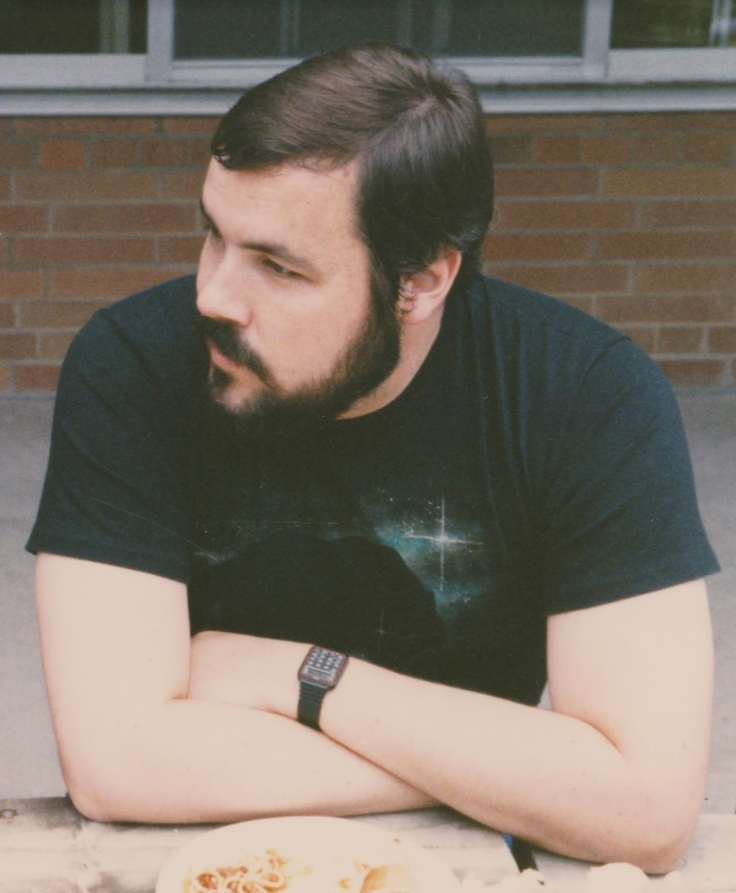
Michael P. Kube-McDowell, 1989

Michael P. Kube-McDowell (* 29. August 1954 in Philadelphia) ist ein US-amerikanischer Science-fiction-Autor. Im deutschsprachigen Raum ist er vor allem durch seine drei im Star-Wars-Universum angesiedelten Romane bekannt. McDowell wurde in Philadelphia geboren und ist in zweiter Ehe mit Gwendolyn Lee Zak verheiratet, mit der er eine Tochter und zwei Söhne hat. 1985 kam sein Roman Emprise in die Endausscheidung des Philip K. Dick Awards und 1991 wurde The Quiet Pools für den Hugo Award nominiert.
Drei seiner Geschichten wurden für die Fernsehserie Tales from the Darkside adaptiert, und er schrieb etwa 500 Artikel zu non-Science-Fiction-Themen, wie zum Beispiel über Kreationismus oder die Weltraumprogramme der USA. In der Folk-Rockgruppe The Black Book Band spielt er Geige, Gitarre und Klavier und hat auch schon das Livealbum First Contact herausgebracht. McDowell und seine Familie leben in Michigan.

## Werke

### Star Wars
Star Wars: The Black Fleet Crisis, übersetzt von Heinz Nagel
- Die Schwarze Flotte 1: Vor dem Sturm (Before the Storm, 1996)
- Die Schwarze Flotte 2: Aufmarsch der Yevethaner (Shield of Lies, 1996)
- Die Schwarze Flotte 3: Entscheidung bei Koornacht (Tyrant’s Test, 1996)

### Trigon
The Trigon Disunity, übersetzt von Barbara Slawig
- Trigon 1: Das Wagnis, 1997 (Emprise, 1985)
- Trigon 2: Das Geheimnis, 1997 (Enigma, 1986)
- Trigon 3: Das Reich, 1998 (Empery, 1987)

### Andere
- 1987: Thieves of Light. (als Michael Hudson)
- 1988: Alternities
- 1990: The Quiet Pools
  - Deutsch: Diaspora. Übersetzt von Ralph Tegtmeier. Heyne SF&F 4910, München 1992, ISBN 3-453-05833-X
- 1992: Exile
  - Deutsch: Das Exil. Übersetzt von Frank Borsch. Heyne SF&F 5993, München 1999, ISBN 3-453-14885-1
- 1999: The Trigger, mit Arthur C. Clarke
  - Deutsch: Waffenruhe. Übersetzt von Bea Reiter. Heyne allg. Reihe 13131, München 2000, ISBN 3-453-16936-0
- 2002: Vectors

### Kurzgeschichten
- 1981: A Question of Compliance.
  - Deutsch: Eine Frage der Veranlagung. (1982)
- 1981: Slac//.
  - Deutsch: Slac//. (1982)
- 1982: The Garden of the Cognoscenti.
- 1982: P.E.
- 1982 Slippage.
  - Deutsch: Richard und Elaine. Übersetzt von Rolf Jurkeit. In: Magisches Licht. Heyne allg. Reihe 6723, München 1986, ISBN 3-453-02326-9
- 1982: A Green Hill Far Away.
- 1983: Murphy’s Planet.
  - Deutsch: Murphys Planet. (1984)
- 1983: Memory.
- 1984: Menace.
- 1985: Lifebomb.
- 1985: Babytrap.
- 1985: When Winter Ends.
- 1987: Nanny.
- 1988: The Nolacon Visitation. (mit Patrick H. Adkins, Michael A. Banks, Pat Cadigan, Jayge Carr, Susan Casper, Jack L. Chalker, George Alec Effinger, Raymond E. Feist, David Gerrold, Janet Kagan, Mike Resnick, Ralph Roberts, Joel Rosenberg & Walter Jon Williams)
- 1989: Misbegotten.
  - Deutsch: Vermurkst. Übersetzt von Jon Tresaj. In: Ronald M. Hahn (Hrsg.): Der Wassermann. Heyne SF&F 4786, München 1991, ISBN 3-453-04495-9
- 1992: The Inga-Binga Affair.
- 1992: I Shall Have a Flight to Glory.
- 1993: Because Thou Lovest the Burning-Ground.